# 東鳴尾駅
東鳴尾駅（ひがしなるおえき）は、兵庫県西宮市東鳴尾町一丁目にある、阪神電気鉄道武庫川線の駅。駅番号はHS 53。
南隣の洲先駅とは駅間距離がわずかに400mしか離れておらず、阪神電鉄全線では最短である。

## 歴史

### 年表
- 1943年（昭和18年）11月21日：武庫川線開業と同時に設置[2]。
- 1946年（昭和21年）1月5日：旅客営業休止[2]。
- 1948年（昭和23年）10月10日：旅客営業を再開[2]。
- 1984年（昭和59年）4月3日：洲先駅 - 武庫川団地前駅間開業に伴い、列車交換設備が新設され、平日ラッシュ時に上り・下り列車の交換を行うようになる[2]。
- 1995年（平成7年）
  - 1月17日：阪神・淡路大震災の影響により武庫川線が不通になる[3]。
  - 1月26日：武庫川線運転再開により営業再開[4]。
- 2014年（平成26年）4月1日：駅番号導入[5][6]。

### 駅名の由来
- 駅設置時の地名（武庫郡鳴尾村大字鳴尾字東鳴尾）から採った。

## 駅構造
島式ホーム1面2線の地上駅。開業当初は交換駅であったが、その後、武庫川堤防直下に上屋無しでホームのみ設置された1面1線の簡素な駅になった。1960年代に単式ホーム1面1線を持つ通過駅に改造された。さらに、武庫川団地前への延伸を機に再び交換駅に改造され、現在の姿になった。当駅は無人駅であり、出入口はホーム北端の1か所のみで、武庫川方面の線路と交差する構内踏切で駅の西側と連絡している。なお、この構内踏切は、阪神の駅では唯一の存在である。また、阪神の駅の中では洲先駅とともにトイレの設備がない。
ICカード（PiTaPa・ICOCA）専用簡易改札機・チャージ機以外の自動券売機や自動改札機、自動精算機などはない。下車する際に普通乗車券や精算券などの回収が必要な乗車券類は、駅出口に設置の集札箱に投入する。かつては乗車駅証明書発行機が設置されていた。

### のりば
| ホーム         | 路線      | 方向 | 行先             |
| -------------- | --------- | ---- | ---------------- |
| 西側（入口側） | ■武庫川線 | 上り | 武庫川方面       |
| 東側（反対側） | ■武庫川線 | 下り | 武庫川団地前行き |

※のりば番号は設定されていない。スマートフォン向けアプリ「阪神アプリ」の行先表示機能においても、のりば番号の表示箇所は空欄となっている。

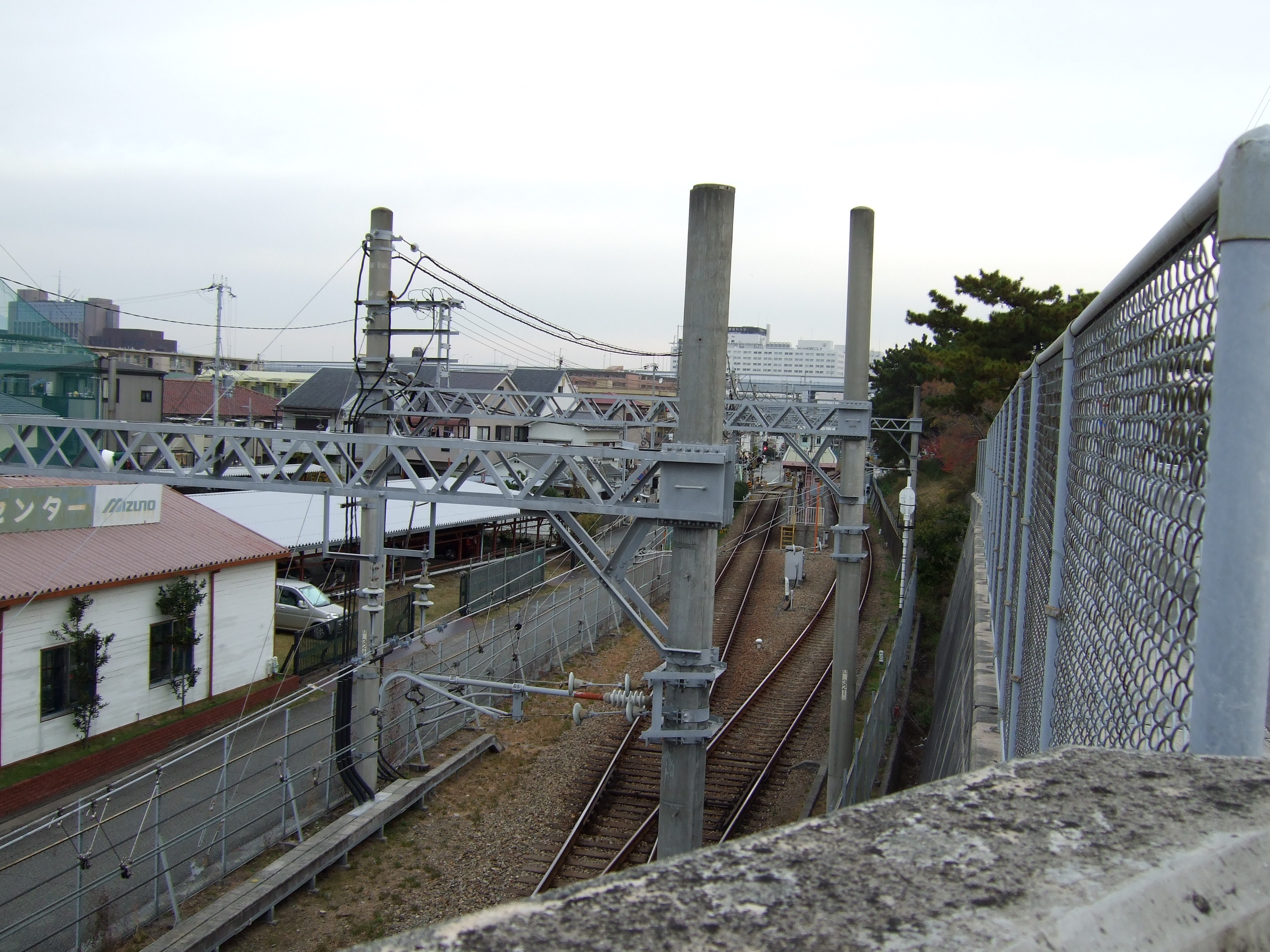
駅南側の陸橋から。
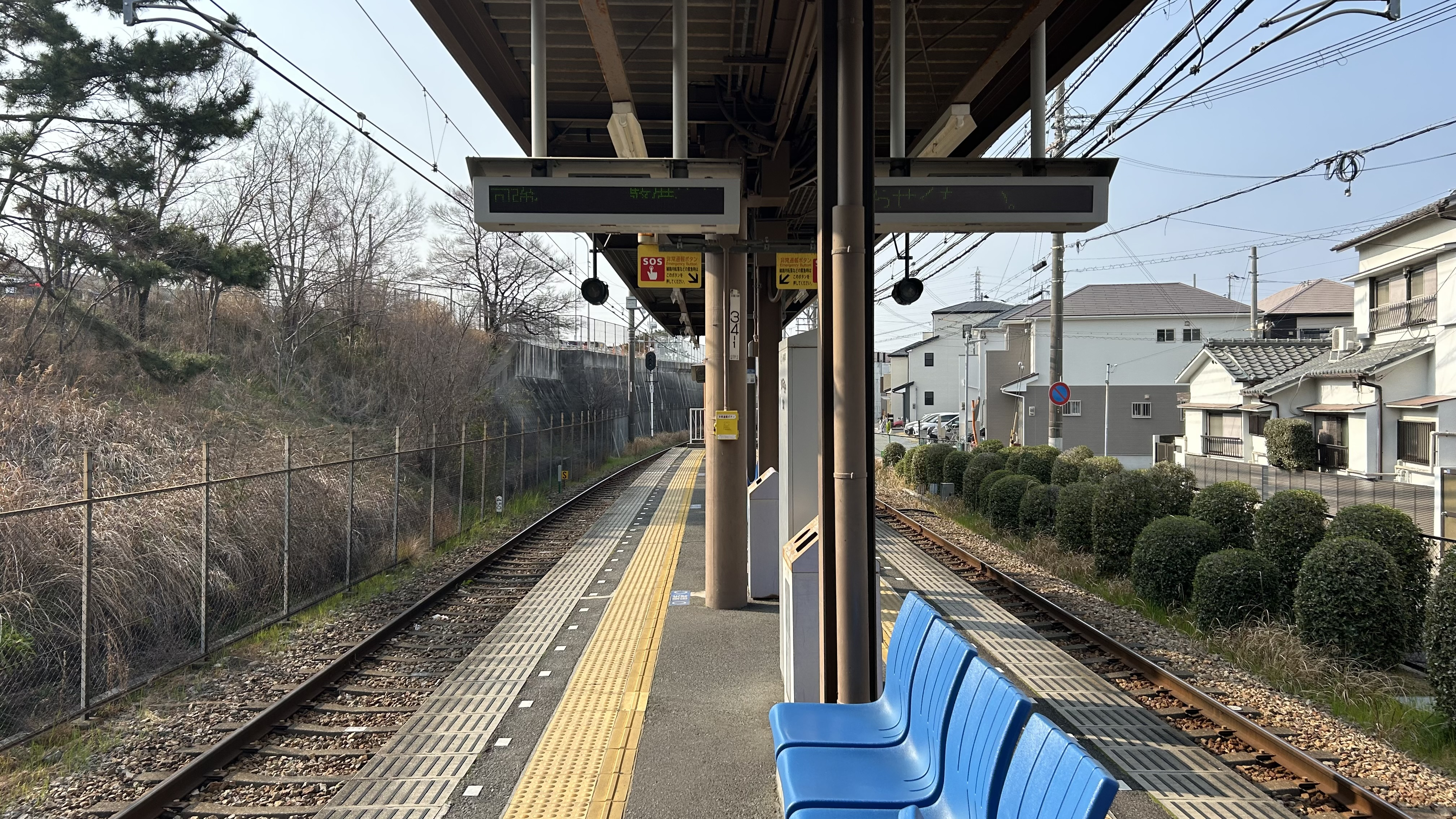
ホーム
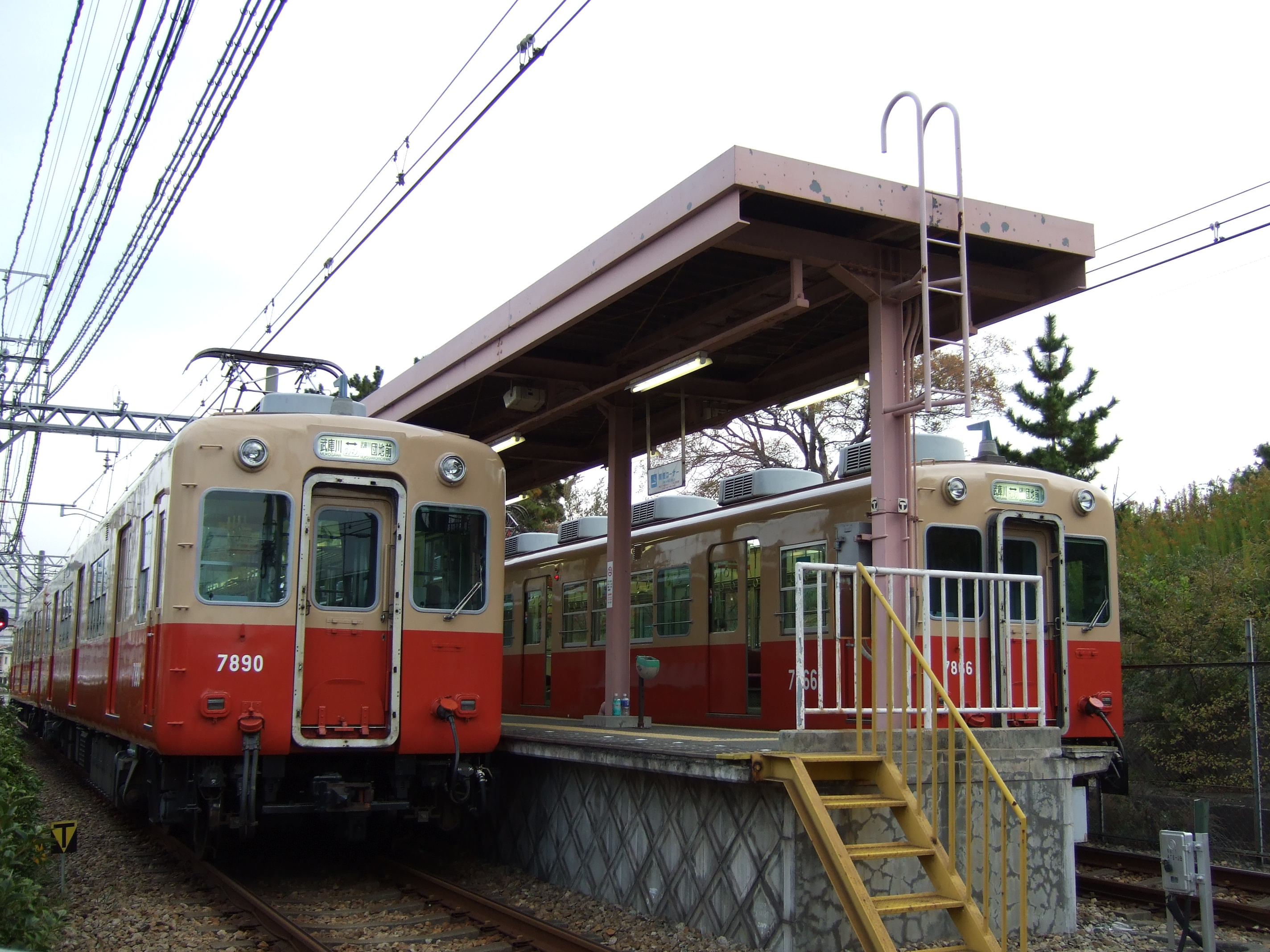
当駅での列車交換。手前の列車が武庫川行き。
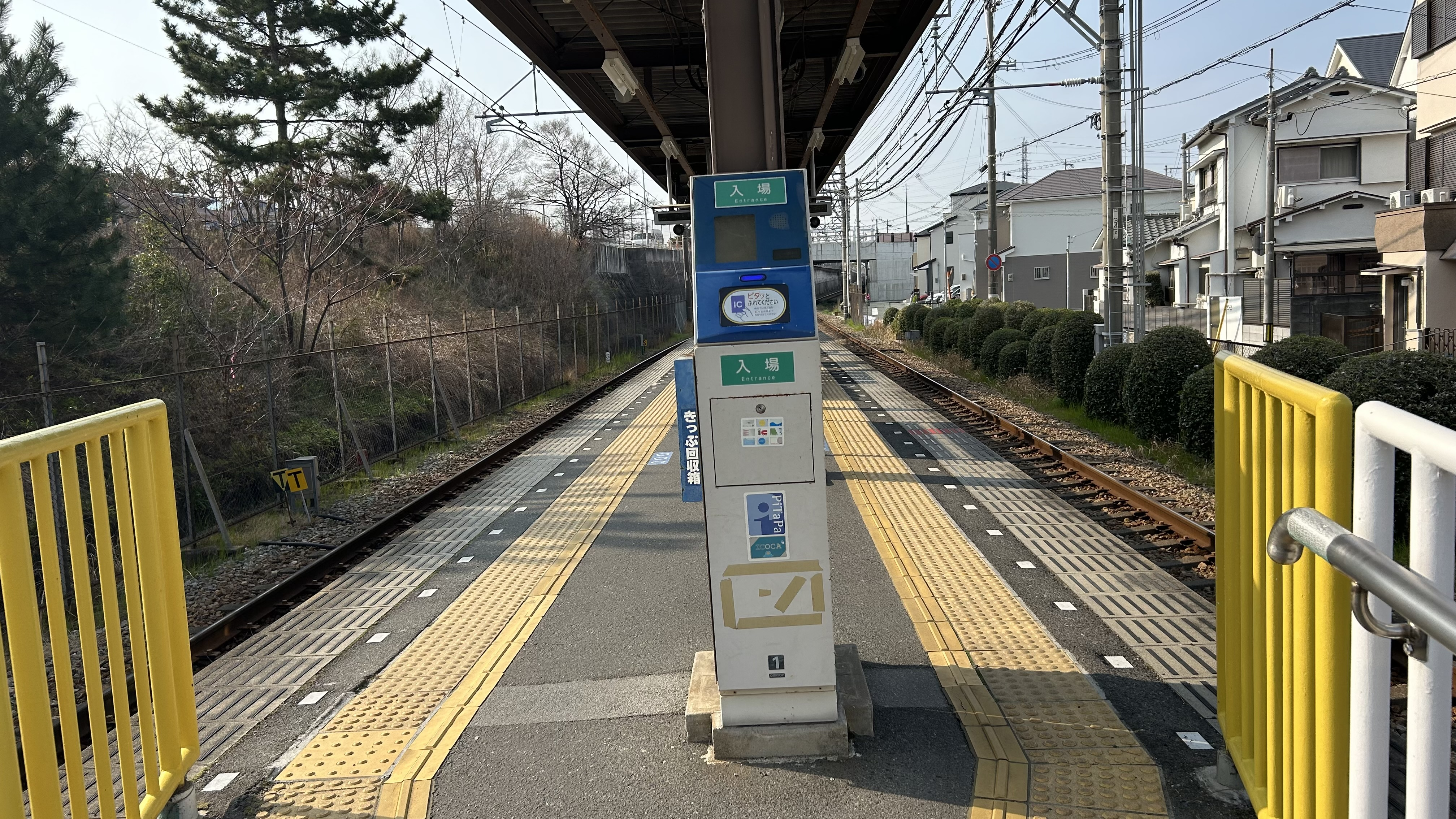
改札機
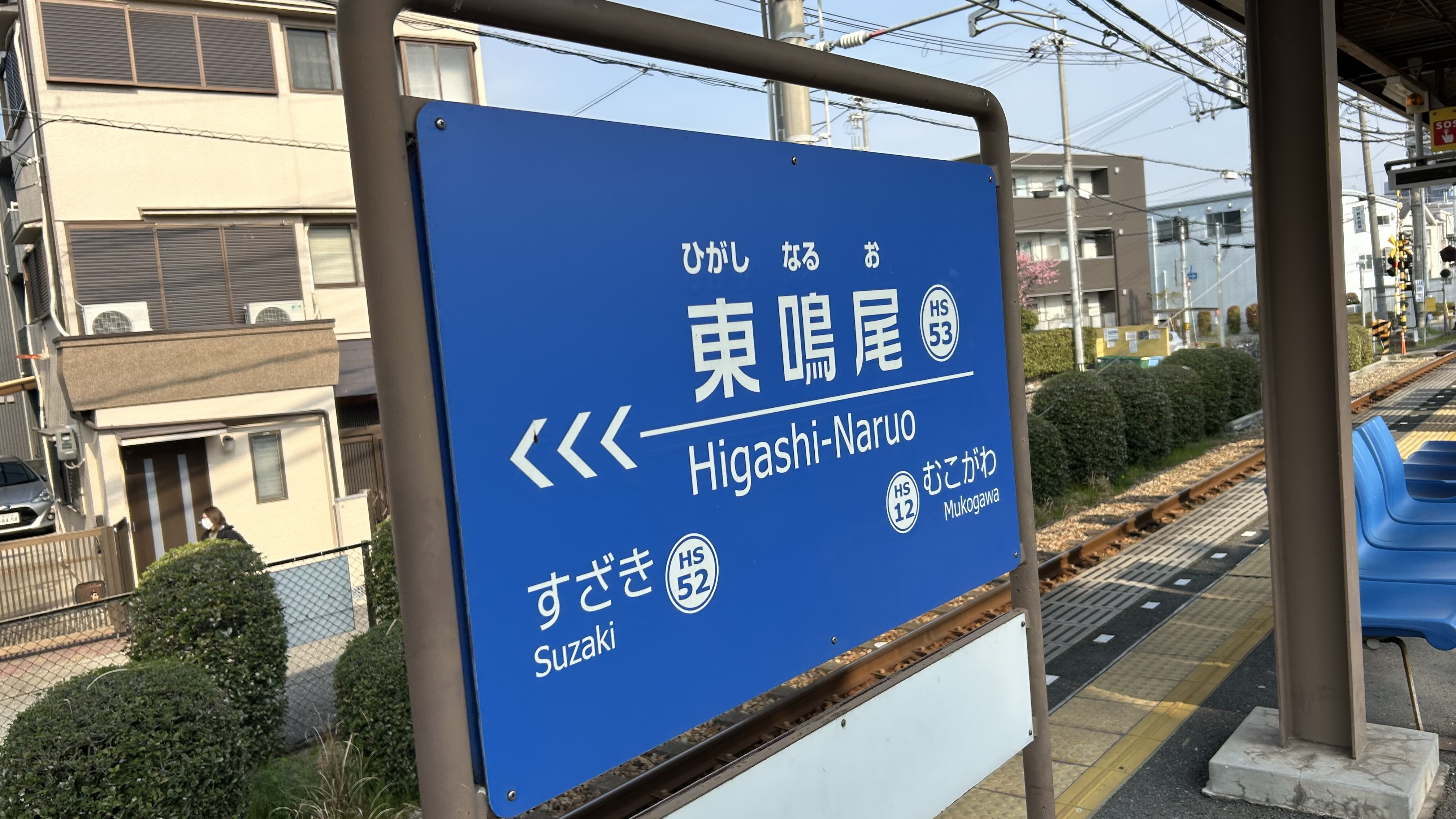
駅名標

## 利用状況
2023年11月の1日平均乗降人員は1,753人で、阪神電気鉄道の駅では隣の洲先駅に次いで少ない。
「西宮市統計書」によると、近年の年度別乗車人員は以下の通りである。
| 乗車人員推移       | 乗車人員推移      | 乗車人員推移          | 乗車人員推移 |
| 年度               | 乗車人員 （千人） | 乗車人員 （一日平均） | 出典         |
| ------------------ | ----------------- | --------------------- | ------------ |
| 2010年（平成22年） | 339               | 929                   | [ 8 ]        |
| 2011年（平成23年） | 349               | 954                   | [ 8 ]        |
| 2012年（平成24年） | 387               | 1,060                 | [ 8 ]        |
| 2013年（平成25年） | 369               | 1,011                 | [ 8 ]        |
| 2014年（平成26年） | 357               | 978                   | [ 8 ]        |
| 2015年（平成27年） | 335               | 915                   | [ 8 ]        |
| 2016年（平成28年） | 391               | 1,071                 | [ 9 ]        |
| 2017年（平成29年） | 439               | 1,203                 | [ 9 ]        |
| 2018年（平成30年） | 389               | 1,066                 | [ 9 ]        |
| 2019年（令和元年） | 390               | 1,066                 | [ 9 ]        |
| 2020年（令和 2年） | 307               | 839                   | [ 10 ]       |
| 2021年（令和 3年） | 291               | 797                   | [ 10 ]       |
| 2022年（令和 4年） | 301               | 825                   | [ 10 ]       |

## 運賃について
当駅は無人駅のうえ自動券売機、自動精算機はともに設置されていないため、運賃の支払い（乗車券の購入）・精算については、以下のような扱いとなっている。
（注）ここではPiTaPaやICOCA等の対応ICカードを「ICカード」と呼ぶ。
- 阪神本線・阪神なんば線方面へ乗り継ぐ場合
  - 現金の場合 - そのまま乗車し、武庫川駅の中間改札横に設置されている「東鳴尾駅」用自動券売機（右側2台）で乗車券を購入する。その後、中間改札で改札機に乗車券を通す → 本線ホームへと進む。
  - ICカードの場合 - 乗車前にICカード専用改札機（「入場」）にタッチして乗車情報を記録する。武庫川駅の中間改札では改札機にカードをタッチする → 本線ホームへと進む。
  - タッチ決済対応のクレジットカードおよびデビットカード・プリペイドカード、スマートフォン（以下、『タッチ決済』）の場合 - 乗車前に専用カードリーダー（「入場」）にタッチして乗車情報を記録する。武庫川駅の中間改札では、タッチ決済対応の改札機にタッチしたクレジットカード等をタッチする（または、係員を呼び出した上で壁面にあるカードリーダーにタッチして改札機を開扉してもらう） → 本線ホームへと進む。
- 武庫川駅まで乗車する場合
  - 現金の場合 - そのまま乗車し、武庫川駅の中間改札横に設置されている「東鳴尾駅」用自動券売機（右側2台）で乗車券を購入する。その後、中間改札で改札機に乗車券を通す → 出口改札口へと進む。
  - ICカードの場合 - 乗車前にICカード専用改札機（「入場」）にタッチして乗車情報を記録する。武庫川駅の中間改札では改札機にカードをタッチする → 出口改札口へと進む（チャージ残額不足の場合は自動精算機での追加チャージが必要）。
  - タッチ決済の場合 - 乗車前に専用カードリーダー（「入場」）にタッチして乗車情報を記録する。武庫川駅では中間改札と改札口それぞれでタッチ決済対応の改札機にタッチしたクレジットカード等をタッチする（または、係員を呼び出した上で壁面にあるカードリーダーにタッチして改札機を開扉してもらう） → 出場する。
- 洲先駅まで乗車する場合
  - 現金の場合 - そのまま乗車し、運転士に申し出て、乗車券を購入する。
  - ICカードの場合 - 乗車前にICカード専用改札機（「入場」）にタッチして乗車情報を記録する。洲先駅での下車時、ICカード専用改札機（「出場」）にタッチして下車情報を記録する。なお、チャージ残額不足となる場合は、下車時にICカード現金チャージ機（千円札のみ対応）でチャージしてからICカード専用改札機（「出場」）にタッチする。
  - タッチ決済の場合 - 乗車前に専用カードリーダー（「入場」）にタッチして乗車情報を記録する。洲先駅での下車時、専用カードリーダー（「出場」）にタッチして下車情報を記録する。
- 武庫川団地前駅まで乗車する場合
  - 現金の場合 - そのまま乗車し、武庫川団地前駅に設置の自動精算機で現金により運賃を支払い、乗車券を購入する。その後、出口改札口へ進む。
  - ICカードの場合 - 乗車前にICカード専用改札機（「入場」）にタッチして乗車情報を記録する。下車時は、出口改札口の改札機にタッチする。なお、チャージ残額不足となる場合は、下車時にICカードに自動精算機でチャージしてから、出口改札口へ進む。
  - タッチ決済の場合 - 乗車前に専用カードリーダー（「入場」）にタッチして乗車情報を記録する。武庫川団地前駅での下車時、タッチ決済対応の改札機にタッチしたクレジットカード等をタッチする（または、係員を呼び出した上で壁面にあるカードリーダーにタッチして改札機を開扉してもらう） →  出場する。
- 本線・阪神なんば線方面から乗り越し、当駅での下車時に運賃精算が必要な場合
  - 現金の場合 - 武庫川駅での乗り換え時、中間改札横に設置の自動精算機で精算する（精算しないと中間改札を通れない）。
  - ICカードの場合 - チャージ残額不足で武庫川駅の中間改札を通れない場合は、中間改札に設置の自動精算機でチャージしてから中間改札を通る。当駅下車時に残額不足となる場合（武庫川駅までは乗れるが当駅までは不足）は、下車時にICカード現金チャージ機（千円札のみ対応）でチャージしてからICカード専用改札機（「出場」）にタッチする。

## 駅周辺
駅の東方を武庫川が流れている。
かつて、武庫川線が開業する前である1906年（阪神本線が開通した翌年）に、現在の東鳴尾町一丁目に当たる場所にて地元の名士であった辰馬半右衛門により、庭園式遊園地であった『鳴尾百花園』が開設された。この鳴尾百花園は昭和初期に阪神電気鉄道に経営権が移って『武庫川遊園地』となり、大阪の児童が転地学習などに利用する学舎が建てられ、1939年に武庫川女子大学の前身である武庫川高等女学校が開校した際には臨時校舎として利用された。遺構は残っていない。
- 西宮市立鳴尾東小学校
- 鳴尾東公民館
- 西宮笠屋郵便局
- みやこ商店街

駅南西方の臨港線沿いに阪神バス東鳴尾停留所があるが、路線休止により2019年3月23日以降は営業休止している。同停留所には1986年6月30日まで尼崎市営バス（【8】阪神尼崎 - 甲子園競輪場系統）も運行されていた。

## 隣の駅
阪神電気鉄道
武庫川線
武庫川駅 (HS 12) - 東鳴尾駅 (HS 53) - 洲先駅 (HS 52)